# Медаль Жансена

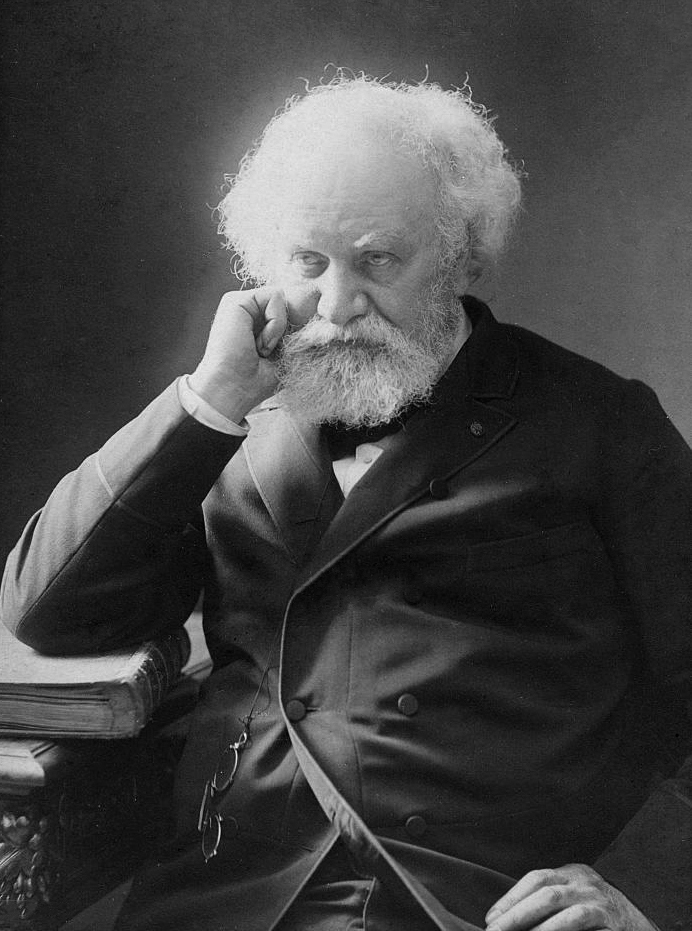
П'єр Жуль Сезар Жансен (1824—1907)

Меда́ль Жансе́на (фр. Médaille Janssen) — наукова нагорода у вигляді золотої медалі, заснована Французькою академією наук, вручається науковцю, який зробив вагомий внесок у розвиток астрофізики.

## Історична довідка
Нагороду було засновано за ініціативою французького астронома, члена Паризької академії наук Жуля Жансена у 1886 році. У тому ж році комісія визначила першого науковця претендента на вручення медалі. Ним став німецький фізик Густав Роберт Кірхгоф за роботи в галузі спектроскопії. 17 жовтня 1887 року, за декілька місяців до вручення нагороди Кірхгоф помер. На засіданні 26 грудня 1887 року комісія, до складу якої входив Жансен, вирішила присудити медаль посмертно на знак пам'яті про заслуги Кірхгофа, а медаль покласти на могилі науковця.
Перші вісім нагороджень (з 1887 до 1894 року) були щорічними. У 1896—1940 роках нагороду присуджували щодва роки, потім — раз на три роки (до 1982). Виключенням було нагородження медаллю у 1943 році Люсьен д'Азамбюжа і у 1944 році Жана Реша. З 1997 року нагорода разом із ще 142 науковими нагородами була приєднана до Великої медалі Французької академії наук. Останні нагородження (з 1994 до 2011) відбувались раз на 4-5 років.

## Кількість лауреатів за країнами
Найбільше, 27 разів медаллю нагороджувались науковці Франції. 11 разів медаль присуджували науковцям США. Двічі медаль отримували громадяни Великої Британії, Італії і Росії, по одному разу — Бельгії, Німеччини, Данії, Нідерландів, Норвегії, Португалії, Швеції.

## Список лауреатів
- 1887 — Густав Роберт Кірхгоф[5] (посмертно)
- 1888 — Вільям Гаґґінс[5][6]
- 1889 — Норман Лок'єр[5]
- 1890 — Чарлз Огастес Янг[5][7]
- 1891 — Жорж Райє[5]
- 1892 — П’єтро Тачіні[en][5][8]
- 1893 — Семюел Пірпонт Ленглі[9]
- 1894 — Джордж Еллері Гейл[5]
- 1896 — Анрі Деландр[5]
- 1898 — Аристарх Бєлопольський[5]
- 1900 — Едвард Емерсон Барнард[5]
- 1902 —  Аймар де ла Бом Плювінель[en][5]
- 1904 — Олексій Павлович Ганський[5]
- 1905 — Gaston Millochau[en][5] (позолочена срібна медаль)
- 1906 — Annibale Ricco[en][5]
- 1908 — П’єр Пюйзе[en][5]
- 1910 — Вільям Воллес Кемпбелл[5]
- 1912 — Альфред Перо[en][5]
- 1914 — Рене Жаррі-Делож[en][10]
- 1916 — Шарль Фабрі[11]
- 1918 — Станіслас Шевальє[fr][12]
- 1920 — Вільям Кобленц[en][13]
- 1922 — Карл Стермер[14]
- 1924 — Джордж Вілліс Річі[15]
- 1926 — Francisco Miranda da Costa Lobo[en][12]
- 1928 — Вільям Геммонд Райт[16]
- 1930 — Бернар Ліо[12]
- 1932 — Alexandre Dauvillier[12]
- 1934 — Волтер Сідні Адамс[17]
- 1936 — Генрі Норріс Расселл[18]
- 1938 — Бертіл Ліндблад[12]
- 1940 — Гарлоу Шеплі[12]
- 1943 — Люсьен д'Азамбюжа[12]
- 1944 — Жан Реш[fr][12]
- 1946 — Ян Гендрик Оорт[12]
- 1949 — Данієль Шалонж[12]
- 1952 — Андре Кудер[12]
- 1955 — Отто Струве[19]
- 1958 — Андре Лальман[12]
- 1961 — Поль Свінгс[20]
- 1964 — Жан-Франсуа Деніс[fr][21]
- 1967 — Бенгт Стремгрен[22]
- 1970 — Жерар Влерік[fr][23]
- 1973 — Lucienne Devan[24] (позолочена срібна медаль)[25]
- 1976 — Поль Леду[26]
- 1979 — Жан Деле[fr][27]
- 1982 — Georges Michaud[28]
- 1985 — Pierre Lacroute[29]
- 1988 — Лодевейк Вольтьєр[en][30]
- 1990 — Pierre Charvin[29]
- 1992 — Гендрік ван де Гулст[29]
- 1994 — Serge Koutchmy[31]
- 1999 — Jean-Marie Mariotti
- 2003 — Gilbert Vedrenne[2]
- 2007 — Bernard Fort[32]
- 2011 — Франсуа Міньяр[en][33]
- 2019 — Eric Hosy